# Makedia tanensis
Makedia tanensis är en svampdjursart som beskrevs av Manconi, Cubeddu och Pronzato 1999. Makedia tanensis ingår i släktet Makedia, ordningen Haplosclerida, klassen horn- och kiselsvampar, fylumet svampdjur och riket djur.
Artens utbredningsområde är Etiopien. Inga underarter finns listade i Catalogue of Life.